# 堺市消防局
堺市消防局（日语：／ Sakai shi shōbōkyoku */?）是日本大阪府堺市的消防机关，其辖区为堺市全域以及高石市、大阪狭山市。
截至2024年8月，堺市消防局下辖9个消防署、1个分署、9个出张所，共有台165各型消防车辆（含急救车）、1艘消防艇。

## 沿革
1948年3月7日，消防组织法实施，堺市外九町村消防组合成立，负责堺市及泉北郡高石町、福泉町、取石町、信太村、上神谷村、久世村、美木多村、东陶器村、西陶器村等九个村、町的消防事务，共辖1个消防本部、2个消防署、5个出张所。经过一系列市町村合并后，到1961年，原消防组合中的1市9町村只剩下堺市和高石町。其中，信太村脱离消防组合，并于1960年并入和泉市；取石町并入高石町，福泉町、上神谷村、久世村、美木多村、东陶器村、西陶器村经过一系列合并后最终并入堺市。在此过程中，消防组合名称多次变更，在1961年改称堺市外一町村消防组合。1966年，高石町改为高石市，消防组合改称堺市高石市消防组合。
2005年，美原町并入堺市，美原町消防本部并入堺市高石市消防组合。2006年，堺市列入政令指定都市。2008年，根据堺市、高石市达成的协议，解散堺市高石市消防组合，成立新的堺市消防局，同时高石市将消防事务委托给堺市消防局。2021年，大阪狭山市将消防事务委托给堺市消防局，大阪狭山市消防本部亦并入堺市消防局。

## 组织机构
堺市消防局内设有以下部、课：
- 总务部
  - 总务课
  - 人事课
- 警防部
  - 警防课
  - 通信指令课
- 救急部
  - 救急课
  - 救急工作站
- 预防部
  - 预防查察课
  - 综合防灾中心
  - 危险物保安课
- 消防音乐队

## 消防署所
堺市消防局共有9个消防署、1个分署、9个出张所：

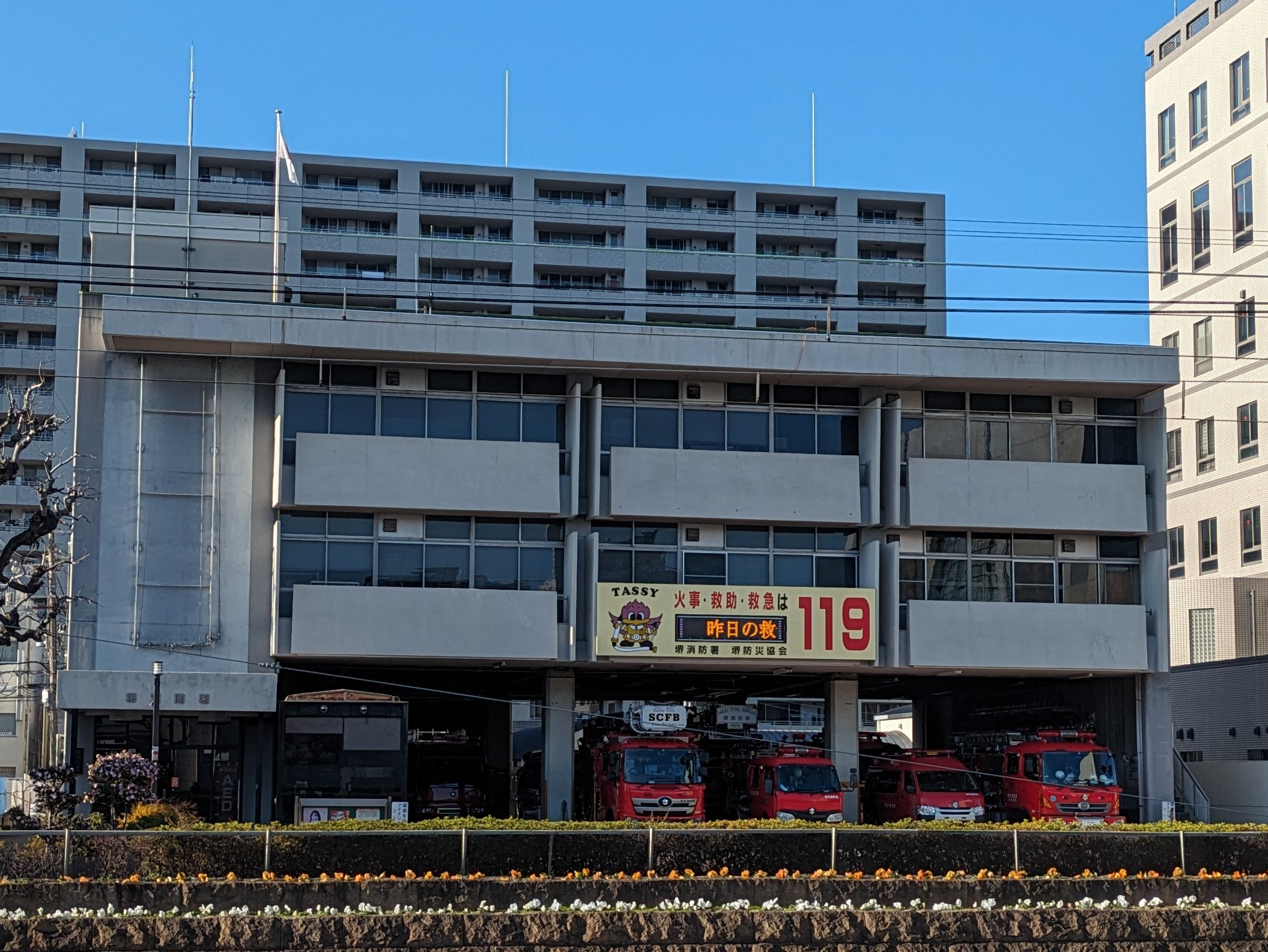
堺消防署
  - 三宝出张所
  - 旭丘出张所
  - 三国丘出张所
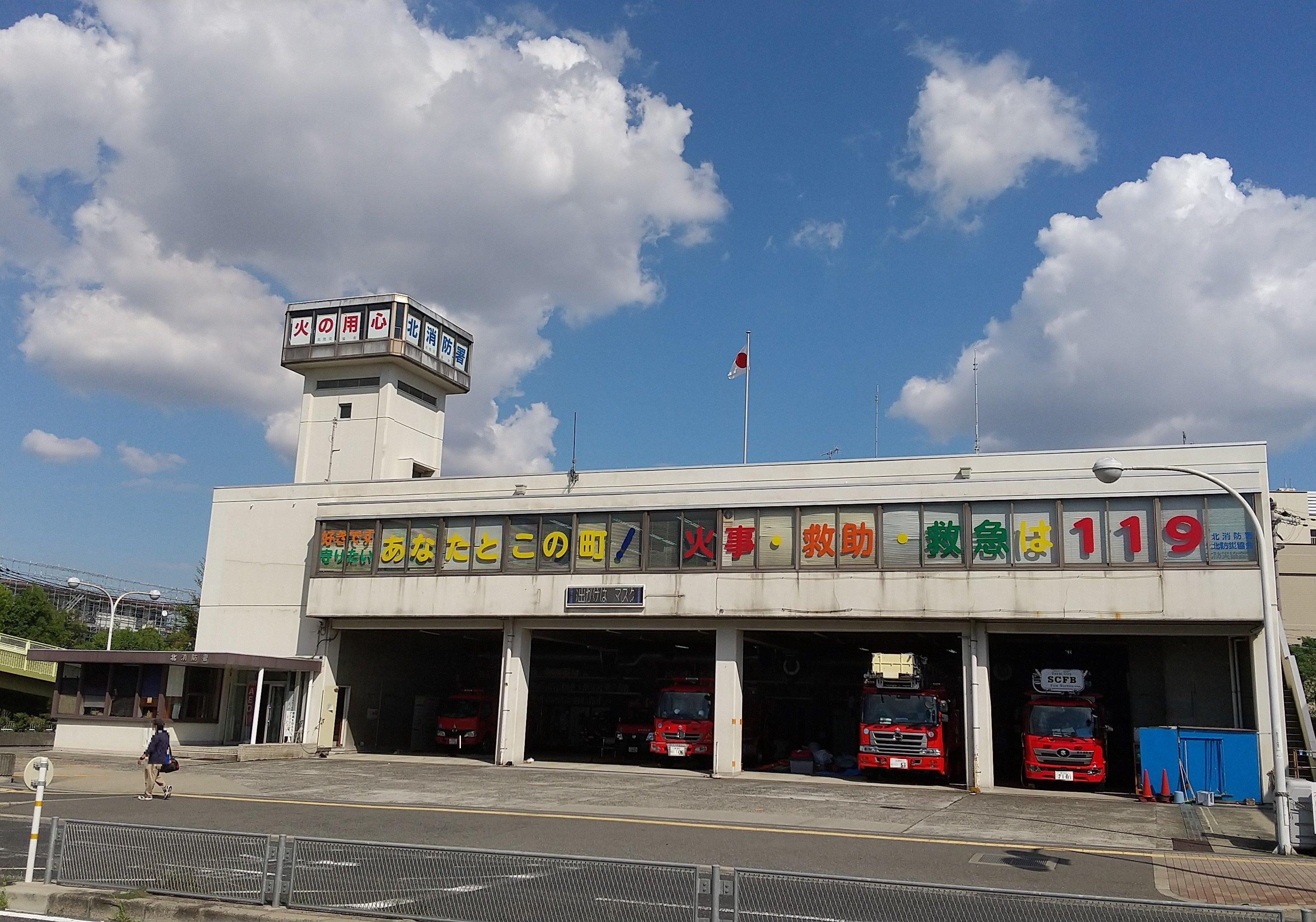
中消防署
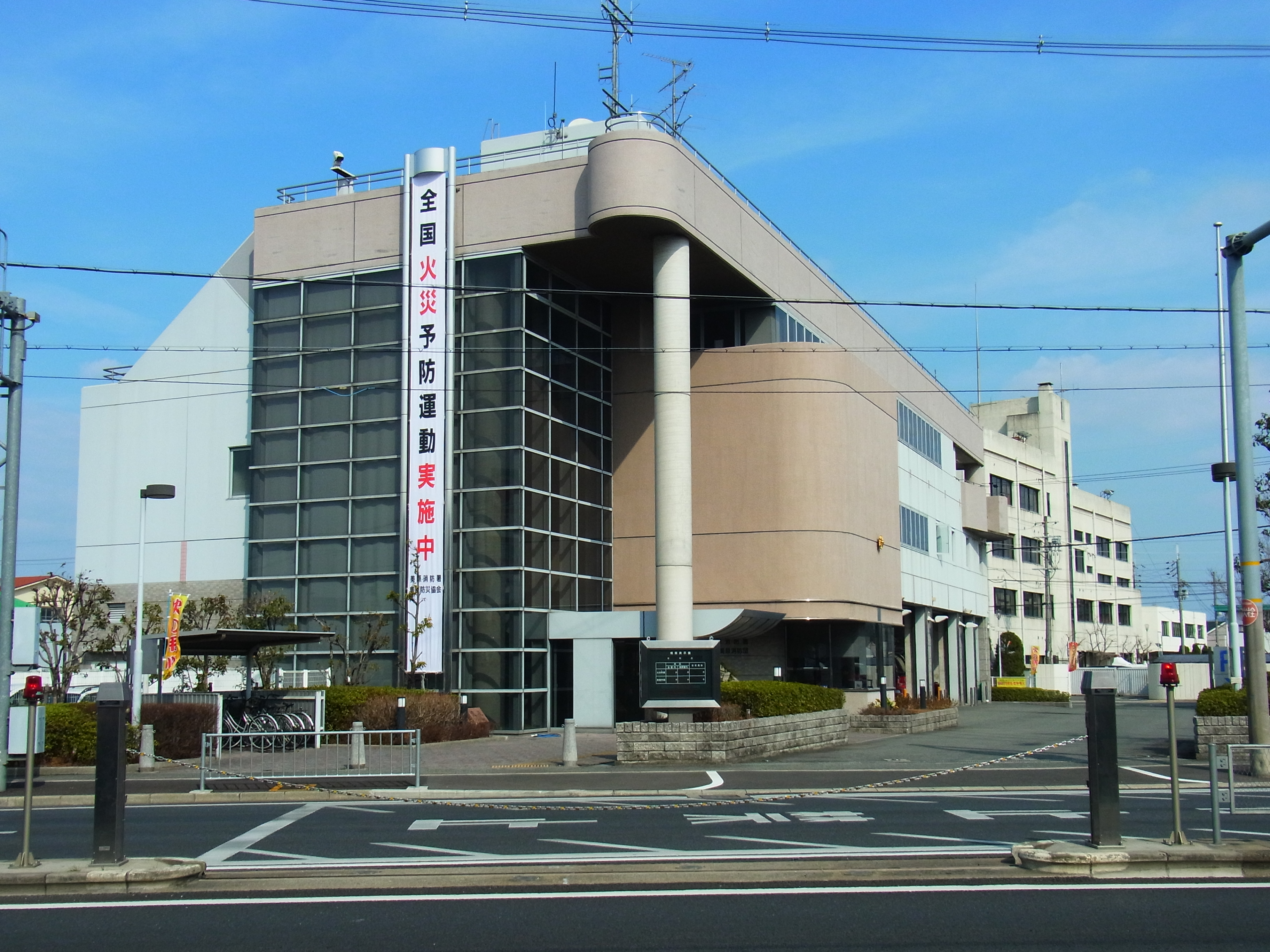
东消防署
  - 登美丘出张所
- 西消防署
  - 临海分署
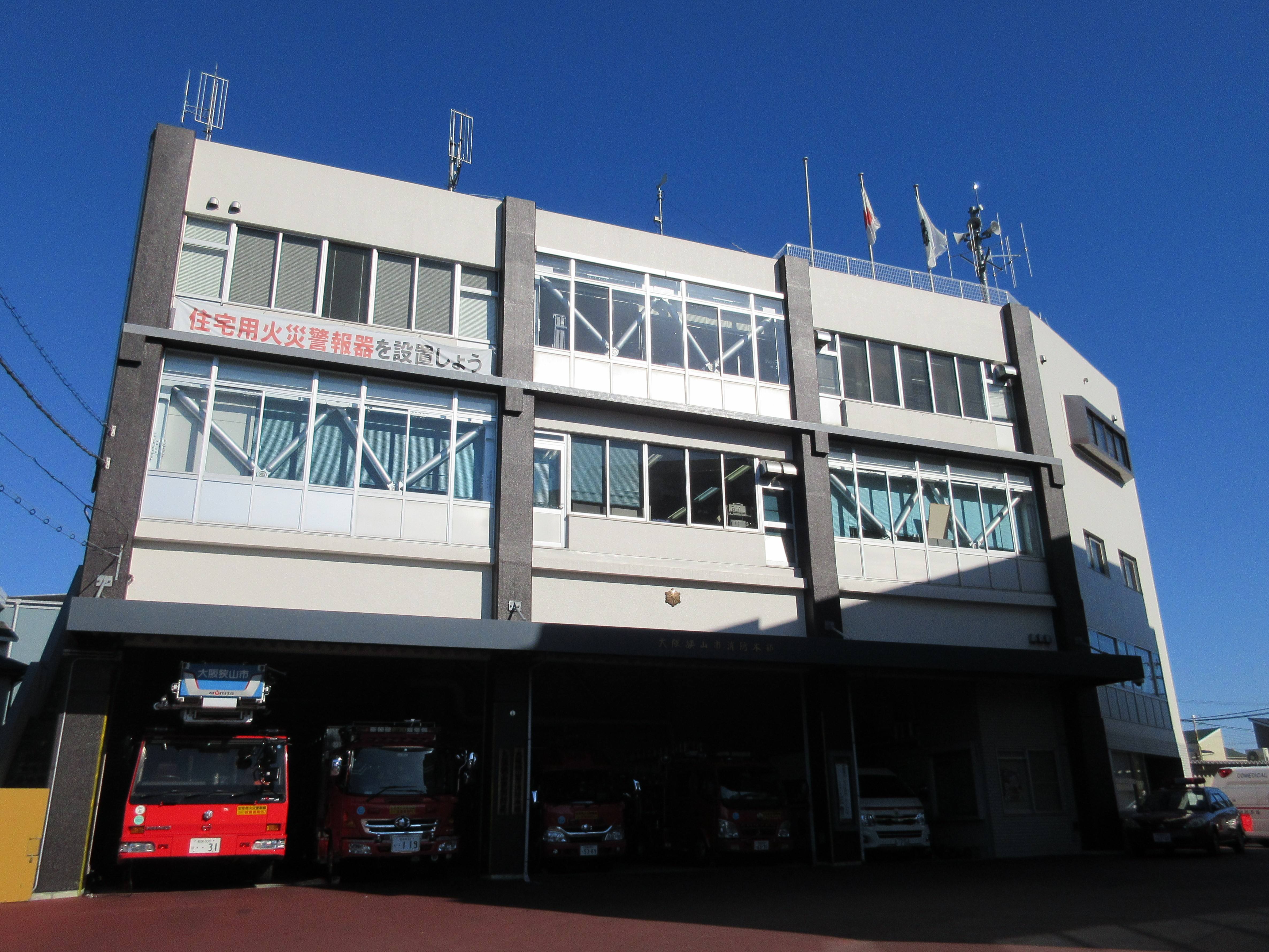
南消防署
  - 福泉出张所
  - 茶山台出张所
- 北消防署
  - 百舌鸟出张所
- 美原消防署
- 高石消防署
  - 高师滨出张所
- 大阪狭山消防署
  - 新城出张所

- 堺消防署
- 北消防署
- 美原消防署
- 大阪狭山消防署

## 装备

### 消防车
截至2024年8月，堺市消防局共有紧急车辆165辆，包括31辆泵浦消防车、10辆云梯/登高平台消防车、9辆化学消防车、1辆特殊灾害应对车、1辆特别高度工作车、1辆举高喷射消防车、1辆泡沫液运输车、2辆大型水罐车、1辆无线电中继车、5辆救助工作车、2辆防灾工作车、1辆空气填充车、1辆大型洗消系统搭载车、1辆支援车、12辆指挥车、13辆防火检查车、1辆火灾调查车、3辆灾害应对多用途车、1辆燃料补给车、4辆物资器材运输车、30辆救护车、1辆多用途消防水利系统车、2辆远程供水车（Dragon Hyper Command Unit）、2辆轻型车，以及25辆备用车和4辆消防团用车。此外，堺市消防局还配备有乐器运输车、人员运输车、地震体验车、物资器材运输车、普通联络车、轻型车等非紧急车辆共50辆。

### 消防艇
截至2024年8月，堺市消防局共有1艘消防艇，为“茅海”号（日语：／）消防艇，配属于西消防署临海分署。
现役的“茅海”号为堺市消防局的第三代消防艇，亦为第二代同名艇，2017年投入使用。该艇由濑户内Craft建造，排水量48吨，乘员7人。该艇曾在2018年发生误将自来水注入燃料箱的事故，造成2260万日元的损失。
第一代消防艇“茅海丸”号（日语：／），于1969年服役，为双体消防船。第二代消防艇“茅海”号（日语：／），于1992年服役。前两代消防艇均由墨田川造船建造。

## 救援力量

### 救助队
截至2024年8月，堺市消防局编有1支特别高度救助队、2支高度救助队和10支署救助队，共13支救助队。特别高度救助队（爱称Phoenix Rescue）成立于2007年4月，共18人，部署于消防局本部。2支高度救助队共28人，部署于堺市综合防灾中心、西消防署；10支署救助队共136人，部署于9个消防署和临海分署。

### 紧急消防援助队、国际消防救助队
堺市消防局共有46小队登录在紧急消防援助队，共有11名队员登录在国际消防救助队。